# Karl Steinbauer
Karl Steinbauer (* 2. September 1906 in Windsbach; † 6. Februar 1988 in Buckenhof) war ein deutscher evangelisch-lutherischer Theologe und Mitglied der Bekennenden Kirche.

## Biografie
Karl Steinbauer wurde in einem Pfarrhaus in Windsbach als zehntes Kind des Pfarrers Johann Steinbauer (1867–1947) geboren. Der Vater wirkte von 1909 bis 1924 als Rektor des Progymnasiums am Ort. Rektor Johann Steinbauer vertrat einen tendenziell antisemitischen und nationalprotestantischen Standpunkt, zu dem gehörte, dass er die Weimarer Republik ablehnte. Deren demokratische Regierung verunglimpfte er zuweilen als eine Regierung der "Räuber, Mörder".
Sohn Karl besuchte das Windsbacher Progymnasium von 1917 bis 1923. Von 1927 bis 1931 studierte er evangelische Theologie in Erlangen, Königsberg und Tübingen. Zu Beginn seines Theologiestudiums trat Karl Steinbauer 1927 der Burschenschaft Germania Erlangen bei, der er zeit seines Lebens verbunden blieb. Steinbauer wurde 1931 Vikar in Heiligenstadt, ehe er dann am 1. April 1933 selbständiger Vikar in der evangelischen Gemeinde Penzberg wurde, einer Bergarbeiterstadt südlich von München. Am 1. November 1934 heiratete er Eugenie Beckh, mit der er sechs Kinder bekam. Nach dem Zweiten Weltkrieg leitete Steinbauer Pfarrstellen in Lehengütingen (1946–1951), Wolfratshausen (1951–1962), Pettendorf (1962–1967) und Amberg (1967–1971).
Früh in die NSDAP eingetreten, nahm Steinbauer die Solidaritätserklärung Adolf Hitlers an die Mörder von Potempa Ende August 1932 zum Anlass, die Partei zu verlassen, weil seine rechtsstaatlichen Überzeugungen und Hoffnungen auf die NSDAP abgrundtief verletzt waren.
Während Steinbauers Vikarszeit in Penzberg wuchs die ökumenische Verbundenheit unter den Konfessionen. Der Widerstand gegen die nationalsozialistischen Machthaber einte Steinbauer und die Kapläne der benachbarten katholischen Pfarrei, Erich Beneke und Rudolf Bernhard.
Schon frühzeitig kritisierte Steinbauer in Reden, Briefen und Predigten den Nationalsozialismus. Die Konflikte, die sich daraus ergaben, waren zugleich Konflikte mit der Evangelisch-Lutherischen Kirche in Bayern. Steinbauer gehörte zu den Gründungsmitgliedern der Bayerischen Pfarrerbruderschaft, die sich gegen die Gleichschaltung der Evangelischen Kirche durch den Staat stellte.
Das halbstündige Glockenläuten zum Wahlsieg der NSDAP im März 1936 verweigerte er genauso, wie er fortan jegliche Beflaggung ablehnte. „Ich rede, wenn ich glaube reden zu müssen“, war sein Prinzip, mit dem er gegen Untertanengehorsam im „Dritten Reich“ kämpfte. 1938 verwehrte er sich dagegen, den Treue-Eid auf Hitler abzulegen, und lehnte die Einreichung eines „Ariernachweises“ ab, was ein Predigtverbot zufolge hatte. Mit langen Briefen, die heute alle noch erhalten sind, schrieb er staatliche und kirchliche Instanzen an. Zur Rassendoktrin meinte er: „Ich kann doch im Unterricht den Kindern nicht sagen: Heute erzähle ich euch von Leuten aus der Bibel, die leider keinen Arierpaß hatten.“ Auch protestierte er gegen den Abtransport von jüdischstämmigen Kirchenmitgliedern in Konzentrationslager. Für Steinbauer war der ganze Geist der Nazi-Zeit ein einziger Skandal, er hatte sich mit ihren politischen Implikationen nie abgefunden.
„Aber schauen Sie, mir droht noch eine viel furchtbarere Sache als Dachau. Mir droht das Jüngste Gericht“, antwortete Steinbauer 1936 einem Kommissar, der ihn wegen seiner Predigten verhörte. „Der Tag kommt, an dem vor dem wiederkommenden Christus alle Menschen auf den Knien liegen, Adolf Hitler, Sie und ich.“ Für derartig charakteristische Sätze war der Seelsorger Steinbauer, der am 20. Juni 1936, nachdem er das ausbleibende Glockengeläut zu Hitlers Wahlsieg mit dem Satz „Die Wahl war ein auferlegter Schwindel und lügen muss man ohne Gott“ rechtfertigte, zum ersten Mal in Schutzhaft kam, bekannt. Viermal wird Steinbauer insgesamt verhaftet, neun Monate verbringt er im Konzentrationslager Oranienburg-Sachsenhausen bei Berlin als Häftling Nr. 297, sein Zellennachbar ist Pastor Martin Niemöller.
1940, nach neun Monaten im KZ, wurde er "zum Kriegseinsatz begnadigt" und während des Krieges gegen die Sowjetunion 1943 schwer verwundet. Als er sich 1944 wegen angeblich wehrkraftzersetzender Passagen einer Weihnachtspredigt in Illenschwang und Sinnbronn vor dem Militärgericht in Berlin verantworten musste, erreichte sein Verteidiger Hans Meinzolt einen Freispruch.
„Es ging mir nicht darum, Menschen und menschliche Größe oder Gedanken und Ideale klein zu machen. Es ging mir nur darum, meinen Herrn und seine frohe Botschaft, sein Reich groß zu machen“, schreibt Steinbauer rückblickend. „Es war mir nicht möglich, zu politischen und kirchlichen Ereignissen, die nach Taktik, Diplomatie, faulen Kompromissen und Untertanengehorsam rochen, zu schweigen.“
Bei Kriegsende kam er in Gefangenschaft, aus der er Ende September 1945 entlassen wurde. 1946 übernahm er eine Pfarrstelle in Lehengütingen bei Dinkelsbühl, 1947 zusätzlich einen Einsatz in Interniertenlagern. 1951 wurde er Pfarrer im oberbayerischen Wolfratshausen, 1962 in Pettendorf bei Bayreuth und 1967 in Amberg in der Oberpfalz. Auch nach dem Ende der NS-Herrschaft blieb das Verhältnis zwischen Steinbauer und der Kirchenleitung gespannt. Als ihm 1964 der Ehrentitel „Kirchenrat“ verliehen wurde, gab er ihn wieder zurück. 1971 ging Steinbauer in den Ruhestand und dokumentierte in den 1980er Jahren seine Auseinandersetzungen mit Staat und Kirchenleitung während der NS-Herrschaft in dem mehrbändigen Werk „Einander das Zeugnis gönnen“.
Die evangelische Gemeinde Uttenreuth veranstaltete am Sonntag, 3. September 2006, einen Gedenktag zum 100. Geburtstag von Pfarrer Steinbauer mit einem Gottesdienst auf dem Uttenreuther Friedhof an Steinbauers Grab und in der Matthäuskirche mit Landesbischof Johannes Friedrich sowie einer Ausstellung über Steinbauers Leben. Ihm zu Ehren wurde 2022 in Eglsee bei Straubing eine Stele eingeweiht.

## Werke
- Vom Gehorsam des Glaubens. Mosepredigten. Kaiser, München 1946, 81 S. (Theologische Existenz heute. N.F. 2).
- Die Weihnachtsbotschaft vor dem Kriegsgericht. Verlag „Kirche und Mann“, Gütersloh 1951, 47 S.
- Die Predigt vor dem Kriegsgericht. Verlag Kirche und Mann, Bielefeld 1996, 49 S.
- Einander das Zeugnis gönnen. Karl Steinbauer, Buckenhof, An den Hornwiesen 24, Band 1, 4. Auflage 1986, 337 S.; Band 2, 2. Auflage 1984, 262 S.; Band 3, 1. Auflage 1985, 322 S.
- Einander das Zeugnis gönnen. Zu Barmen - Römer 13 - Zwei-Reichelehre. Karl Steinbauer, Buckenhof, An den Hornwiesen 24 1986 ?, 35 S.
- „Ich glaube, darum rede ich!“ Texte und Predigten im Widerstand. Hrsg. von Johannes Rehm, TVT-Medienverlag, Tübingen 1999, 321 S., ISBN 3-929128-21-7.